# Struthisca capnoscia
Struthisca capnoscia is een vlinder uit de familie van de zakjesdragers (Psychidae). De wetenschappelijke naam van deze soort is voor het eerst voorgesteld als Ctenocompa capnoscia door Edward Meyrick in een publicatie uit 1919.
De soort komt voor in Sri Lanka.